# Les Mohicans de Paris (roman)
Pour l’article homonyme, voir Les Mohicans de Paris (série télévisée).
Les Mohicans de Paris est un roman d'Alexandre Dumas publié de 1854 à 1859.
Ce roman paraît en feuilleton, de 1854 à 1859, dans le journal fondé par Dumas lui-même, successivement appelé Le Mousquetaire et Le Monte-Cristo. Le plus long roman-feuilleton d'Alexandre Dumas se situe durant la Seconde Restauration et la monarchie de Juillet, entre 1827 et 1830. Le titre renvoie simultanément aux Mystères de Paris d’Eugène Sue et au Dernier des Mohicans de Fenimore Cooper.

## Résumé
Comme le Rodolphe des Mystères de Paris, le héros, Salvator, de son vrai nom Conrad de Valgeneuse, est un prince déguisé en homme du peuple. Salvator, qui a été privé de son titre et de son héritage par des parents malhonnêtes, s’est fait commissionnaire dans la Rue aux Fers, et fréquente le petit peuple de Paris, dont Barthélémy Lelong, dit Jean Taureau, équivalent du Chourineur de Sue. Fleur-de-Marie s’appelle ici Fragola, et la Chouette, la Brocante.
Chef d’une loge républicaine qui complote contre Charles X, Salvator, le héros des Mohicans de Paris, est inspiré de Dumas lui-même, qui a séjourné en Italie de 1860 à 1864 et soutenu la Charbonnerie, après avoir pris part activement à la Révolution de 1830. Son héros, républicain ardent, va également jouer un rôle dans la Révolution de 1830 qui mettra fin au règne de Charles X.
Salvator compte parmi ses adversaires Monsieur Jackal, chef de la police de la Sûreté. Né vers 1787, « il a pour charge de prévenir les complots anti-bourboniens, ou de les provoquer pour mieux les réprimer » grâce à ses recrues composées d'anciens bagnards. Inspiré par Vidocq, le personnage annonce l'inspecteur Javert des Misérables.

Illustrations de Philippoteaux et Pisan (1865)
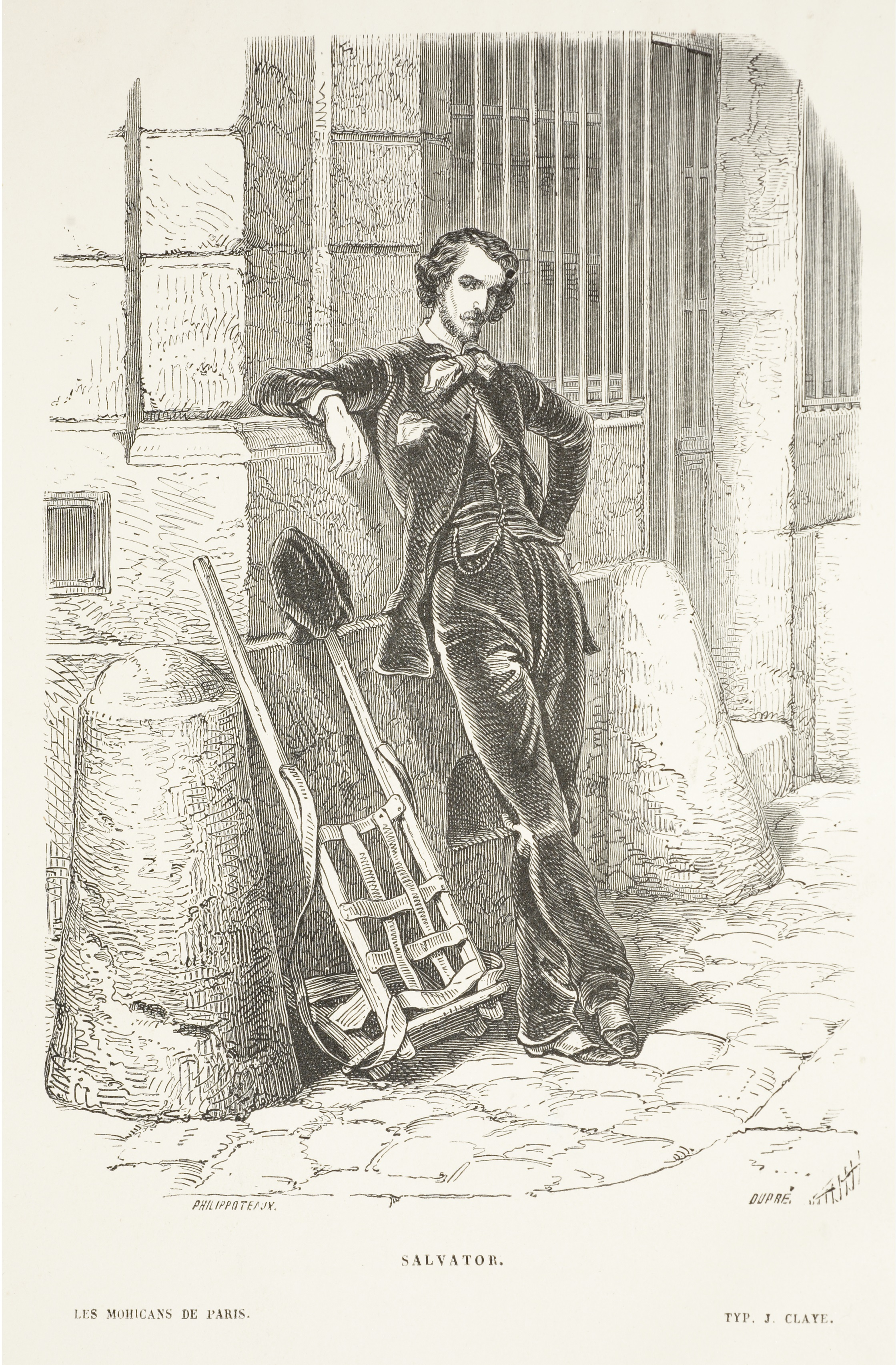
Salvator.
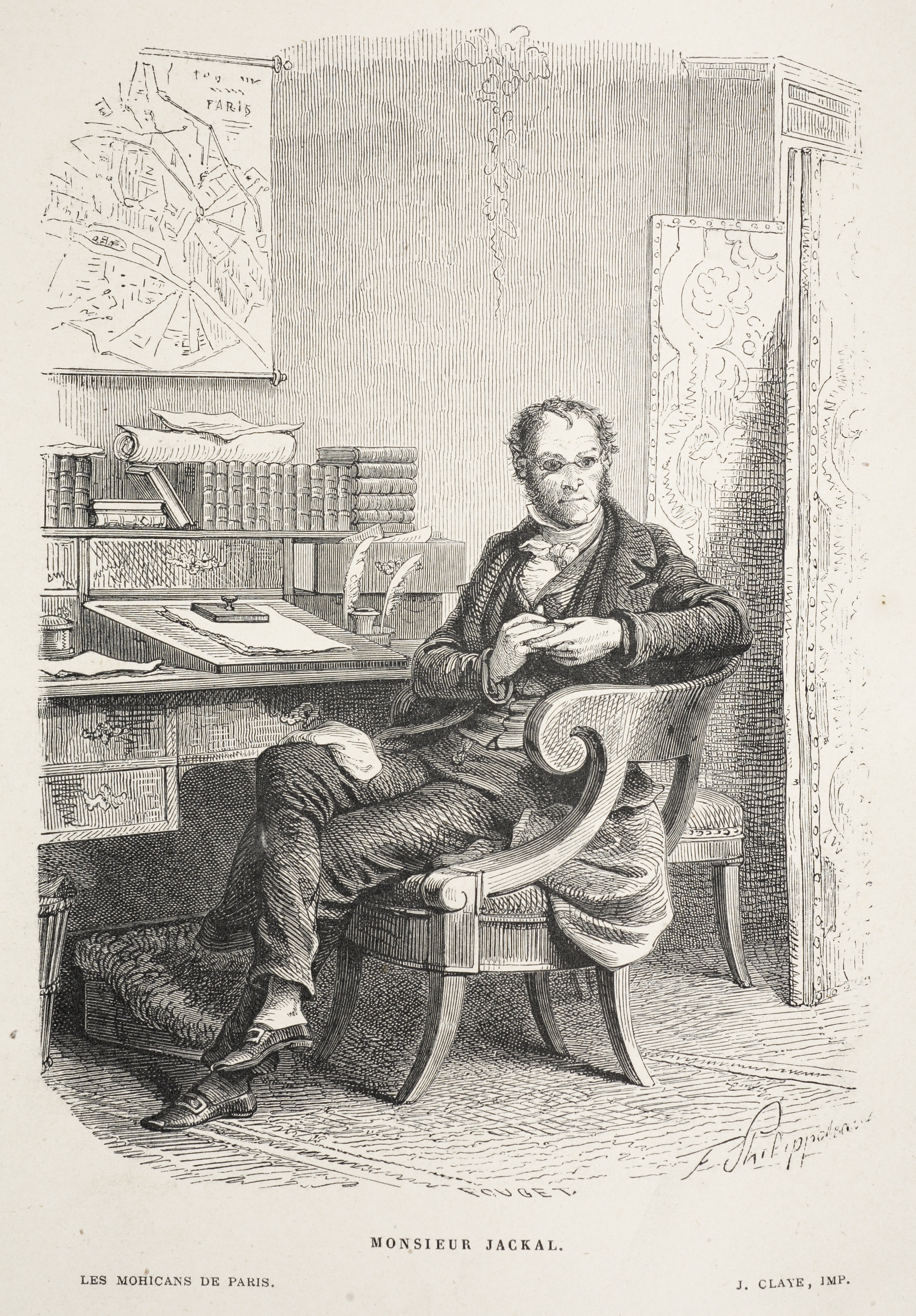
Monsieur Jackal.
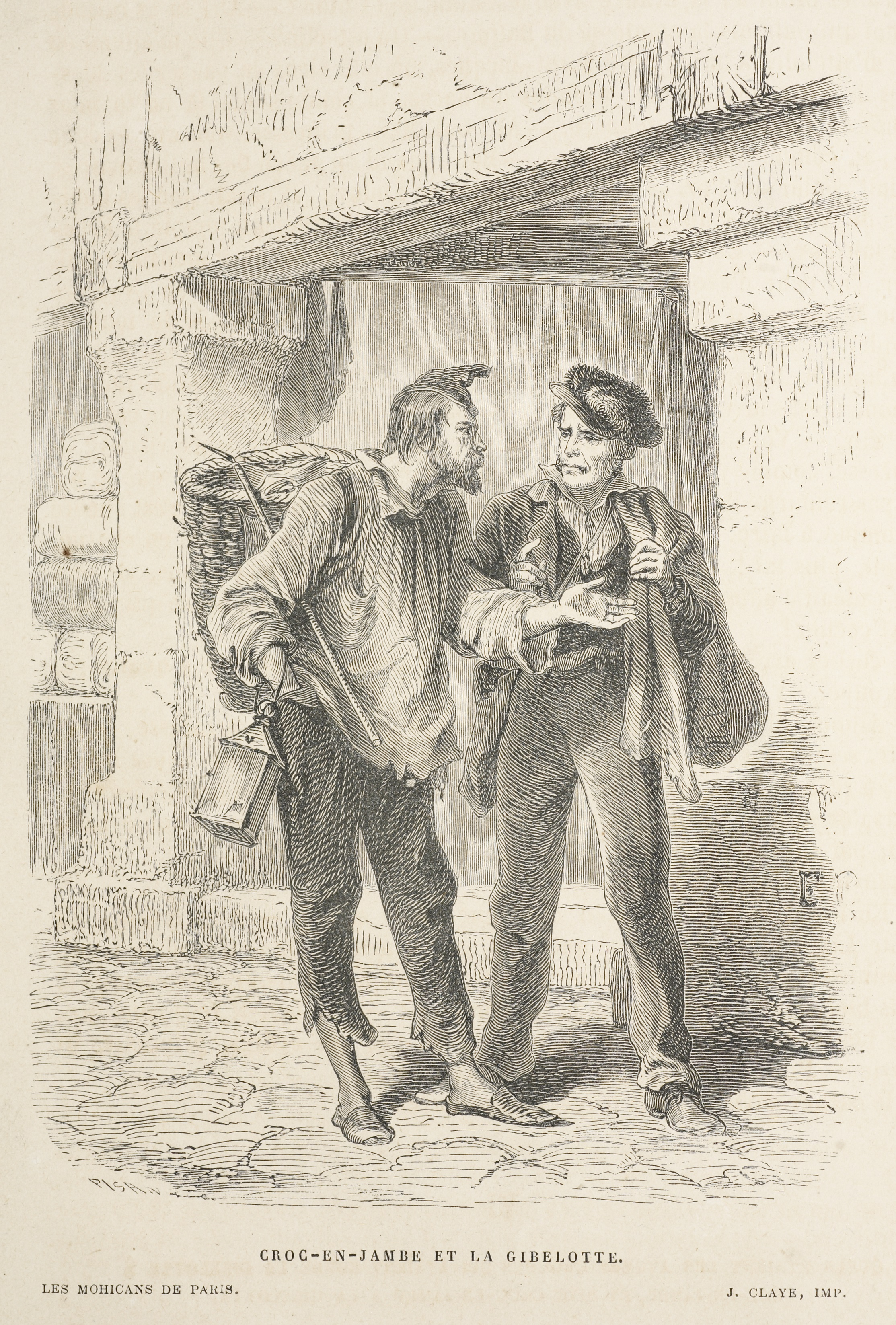
Croc-en-jambe et la Gibelotte.
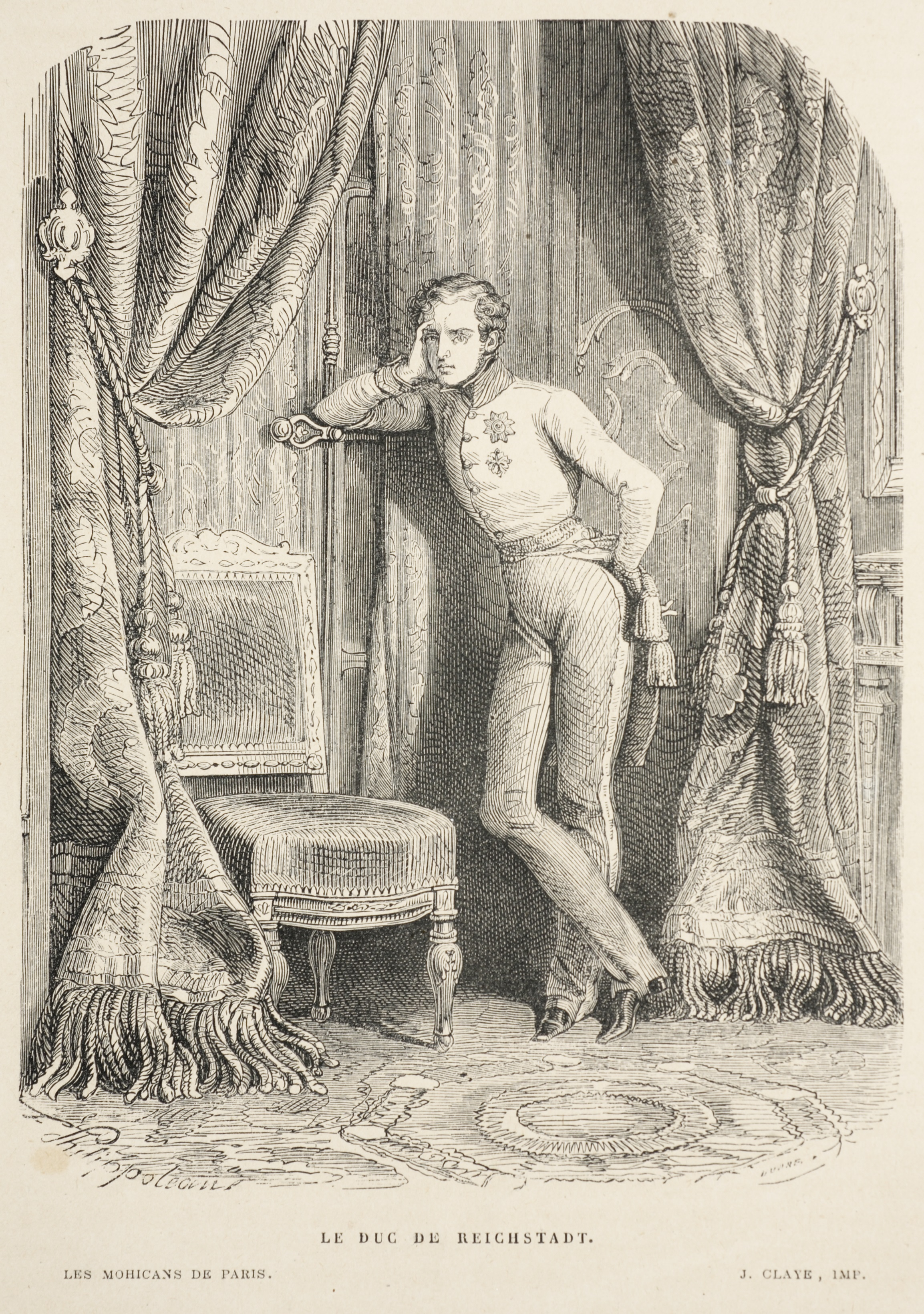
Le duc de Reichstadt.

## Adaptation à la télévision
- 1973 : Les Mohicans de Paris, feuilleton télévisé français en 26 épisodes de 13 minutes, créé par André Cerf et réalisé par Gilles Grangier. Sous le titre Salvator et les Mohicans de Paris, une deuxième saison, réalisée par Bernard Borderie, compte 8 épisodes de 55 minutes diffusés à partir du 11 septembre 1975.